# Verwaltungsgemeinschaft Schlotheim

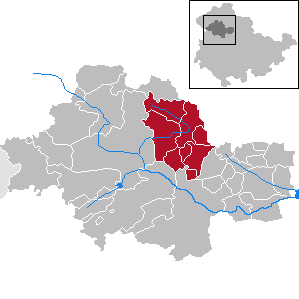
Lage der ehemaligen Verwaltungsgemeinschaft im Unstrut-Hainich-Kreis

In der Verwaltungsgemeinschaft Schlotheim aus dem thüringischen Unstrut-Hainich-Kreis hatten sich die Stadt Schlotheim und sieben Gemeinden zur Erledigung ihrer Verwaltungsgeschäfte zusammengeschlossen.
Sitz der Verwaltungsgemeinschaft war Schlotheim.

## Die Gemeinden
1. Bothenheilingen
2. Issersheilingen
3. Kleinwelsbach
4. Körner
5. Marolterode
6. Neunheilingen
7. Obermehler
8. Schlotheim, Stadt

## Geschichte
Die Verwaltungsgemeinschaft wurde am 12. März 1999 gegründet, nachdem die Stadt Schlotheim zuvor bereits erfüllende Gemeinde für alle weiteren Mitgliedsgemeinden war.
Zum 31. Dezember 2019 wurde die Verwaltungsgemeinschaft aufgelöst und Bothenheilingen, Issersheilingen, Kleinwelsbach, Neunheilingen, Obermehler und Schlotheim bildeten die Stadt und Landgemeinde Nottertal-Heilinger Höhen, die erfüllende Gemeinde für Körner und Marolterode wurde.